# Acacia maschalocephala
Acacia maschalocephala é uma espécie de leguminosa do gênero Acacia, pertencente à família Fabaceae.